# Molendoa cucullata
Molendoa cucullata là một loài Rêu trong họ Pottiaceae. Loài này được (Herzog) Hilp. mô tả khoa học đầu tiên năm 1933.